# Otto Blendermann

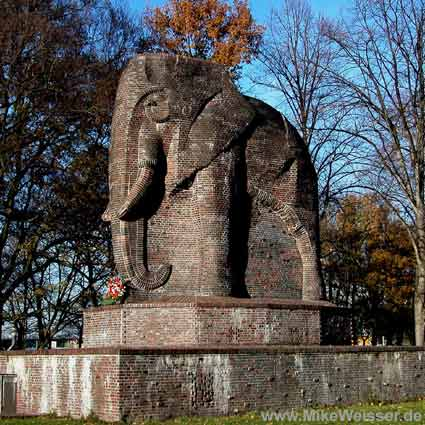
(Anti-)Kolonialdenkmal in Bremen (1931–1932)

Otto Blendermann (* 17. September 1879 in Bremen; † 4. November 1944 ebenda) war ein deutscher Architekt.
Blendermann war der Sohn des Bremer Richters August Jacob Blendermann, der Mitglied verschiedener Richtergremien und Gründungsmitglied des Deutschen und Österreichischen Alpenvereins war.

## Biografie
Blendermann war der Sohn eines Richters. Er war Leutnant der Reserve beim Infanterie-Regiment Graf Dönhoff (7. Ostpreußisches) Nr. 44. Er studierte zuerst in Göttingen, wo er 1899 Mitglied der Schwarzburgbund-Verbindung Burschenschaft Germania wurde. Seine Ausbildung zum Architekten erhielt er am Technikum Bremen und an der Technischen Hochschule München. Er war in Bremen ansässig und zunächst beruflich assoziiert mit dem Architekten August Abbehusen; das gemeinsame Architekturbüro firmierte unter der Bezeichnung Abbehusen und Blendermann und ist in zeitgenössischen Publikationen bzw. durch datierbare Bauten belegbar für den Zeitraum von 1903 bis zum Ersten Weltkrieg. Später wird Blendermanns Name stets allein genannt. 1924 führte er die Renovierung der Bremer Baumwollbörse durch. Bedeutende Wohnhäuser von ihm stehen heute unter Denkmalschutz. Er setzte den Entwurf von Bildhauer Fritz Behn für ein Reichskolonialdenkmal in Bremen architektonisch um. Blendermann betrieb nachhaltig und erfolgreich die Entfernung der Hoetger-Skulpturen im Volkshaus als entartete Kunst bereits 1933.

## Bauten
(D) = Erhalten und unter Denkmalschutz

### Bis zum Ersten Weltkrieg, mit August Abbehusen

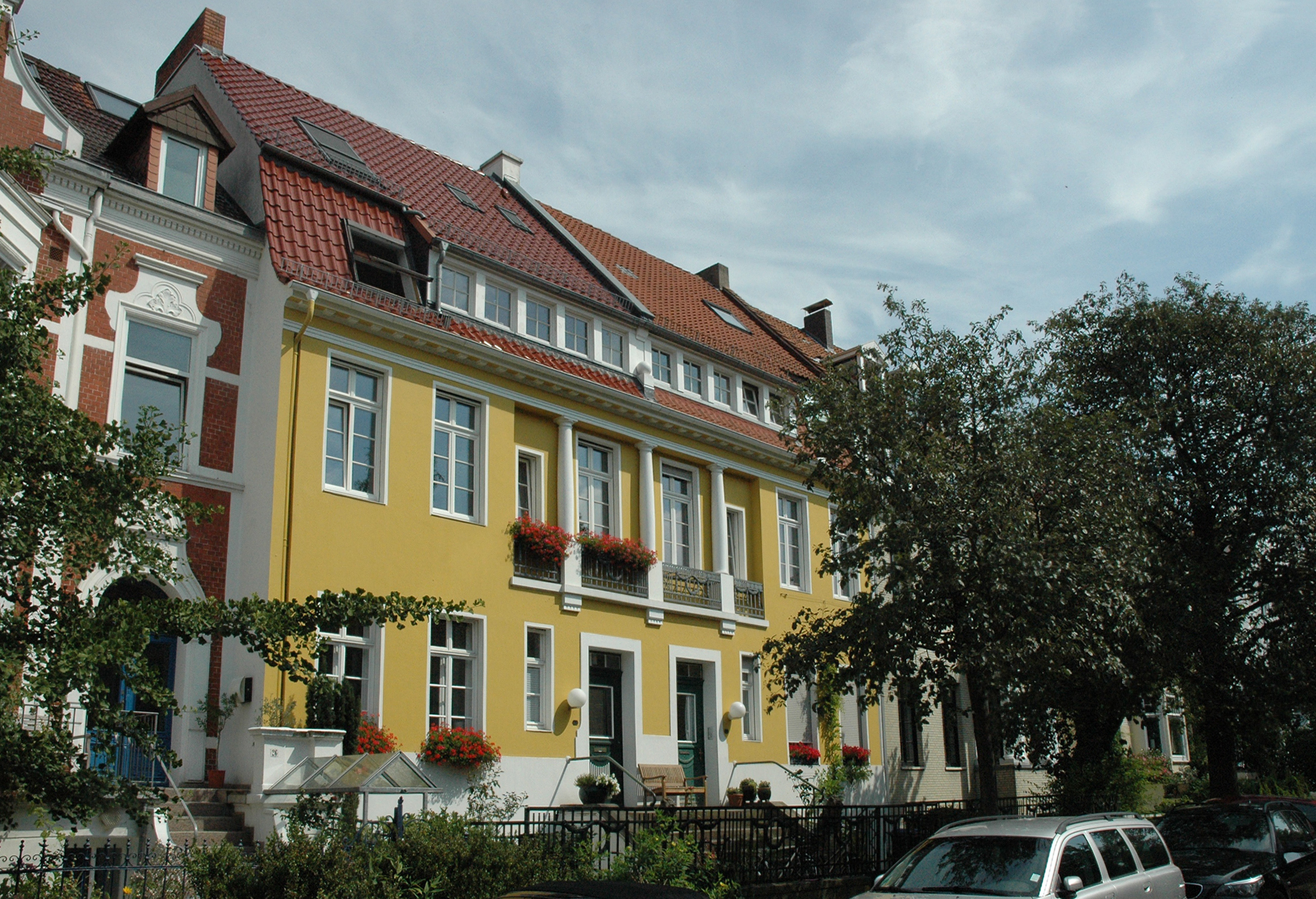
Häusergruppe Benquestraße 28/32, 1905, Nr. 30 war das Wohnhaus von Blendermann

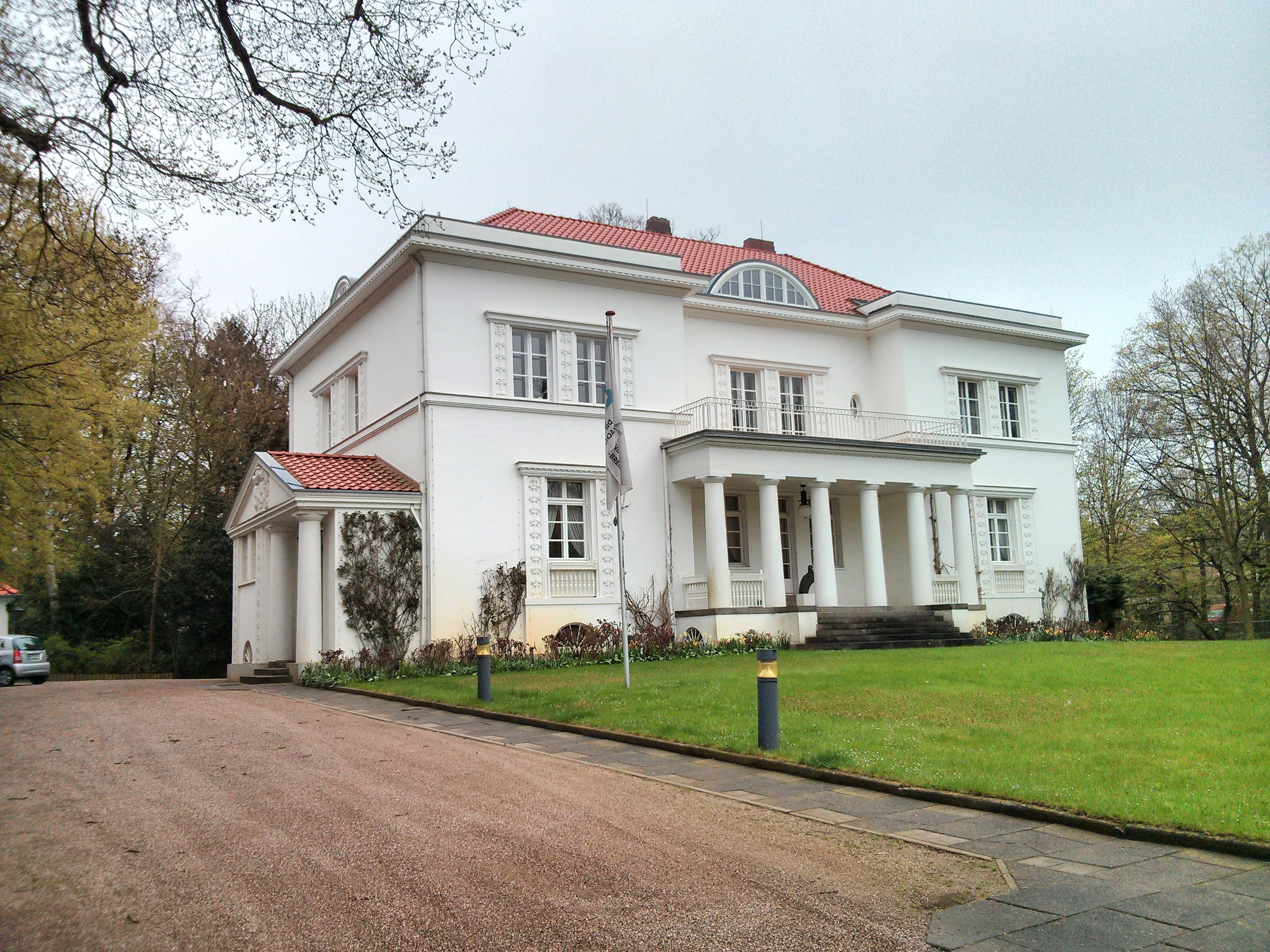
Villa Bünemann, 1911

- 1902: Wettbewerbsbeteiligung Realgymnasium, Am Barkhof[5]
- 1903: Wohnhäuser G. Kasten und Dr. Wilkens, Lüder-von-Bentheim-Straße 10/12 (Nr. 10 [D])[6]
- 1904–1905: Kirche Rönnebeck-Farge, Farger Straße 17/21 (D)[6][7][8][9]
- 1905: Häusergruppe, Benquestraße 28/30/32[8]
- 1905: Grabdenkmal für Johann Heinrich Egestorff auf dem Landgut Tenever (Egestorff-Stiftung)[6]
- 1905–1906: Arbeiterhäuser für den Spar- und Bauverein Blumenthal i. H. in Fähr-Lobbendorf, Gruppe F und H, Schüttes Kamp 3/9[10]
- 1905–1906: Arbeiterhäuser für den Spar- und Bauverein Blumenthal i. H. in Fähr-Lobbendorf, Gruppe E, Fährer Kämpe 87/93[10][11]
- 1905–1906 (um): Arbeiterhäuser für den Spar- und Bauverein Blumenthal i. H. in Fähr-Lobbendorf, Gruppe B und D[6][10]
- 1905–1906: Mittelschule Blumenthal, Wigmodistraße 37[6][12][13]
- 1905–1906: Evangelische Christuskirche in Woltmershausen, Woltmershauser Straße 376 (D)[6][9][14][15][16]
- 1906–1908: Deutsche Nationalbank in Oldenburg, heute Volksbank Oldenburg Lange Straße 8/9[6]
- 1907: Bau der Turnhalle für das Real-Gymnasium und die höhere Mädchenschule an der Ecke Breite/Aumunder Kirchweg in Vegesack[6][7][13][17][18][19]
- 1907: Luxuskabine auf dem Schnelldampfer des Norddeutschen Lloyd Kronprinzessin Cecilie[6][20]
- 1907: Wettbewerbsbeteiligung Neues Rathaus in Bremen
- 1907: Geschäftshaus Konditorei Knigge Sögestraße 42/44 in Bremen (1944 zerstört, Neubau 1950)[6]
- 1907–1908: Landhaus Rohlwink auch Villa Heidhof in St. Magnus (Mahlstedtstraße 18, 1957 abgebrochen)[6][8][21]
- 1908–1909: Pfarrhaus der Hohentorsgemeinde, Hohentorchaussee 17[22][23]
- 1908–1910: Rathaus Blumenthal, Landrat-Christians-Straße 107 (D)[6][7][7][8][8][13][24]
- 1909 (vor): Wohnhaus Dr. jur. Kulenkampff-Post, Bremen, Contrescarpe (zerstört)[6][25]
- 1909 (vor): Geschäftshaus Ebeling, Ansgaritorstraße in Bremen (zerstört)[6]
- 1909 (vor): Eßzimmer des Herrn T. in Bremen[6]
- 1909 (vor): Haus von Möller auf Gut Kupferhammer in Brackwede bei Bielefeld (Adresse?, erhalten?)[6][8]
- 1909 (vor): Wohnhaus der Herrn K. auf Spiekeroog (Adresse?, erhalten?)[6][26]
- 1909 (vor): Apotheke in Fähr-Lobbendorf (Lindenstraße 10A, erhalten)[6]
- 1909 (vor): Wettbewerbsbeteiligung Kreishaus Osterholz bei Bremen[6]
- 1909 (vor): Wettbewerbsbeteiligung Realschule für Brake i.O.[6]
- 1909 (vor): Wettbewerbsbeteiligung Landesbank für Brake i.O.[6]
- 1909 (vor): Wettbewerbsbeteiligung Kommerzbank für Lübeck[6]
- 1909: Wettbewerbsbeteiligung Wehr- und Schleusenanlage bei Hemelingen (Weserwehr)[6][7]
- 1909: Wettbewerbsbeteiligung Wasserturm für die westliche Vorstadt[6][7]
- 1909: Saalbau des Forsthauses Blumenthal, ehemals Am Forst 1 (heute Sportplatz BTV), Abriss: Anfang der 60er Jahre[6][7][8][10][27][28]
- 1909: Geschäftshaus Herms in Bremen-Mitte, Unser Lieben Frauen Kirchhof 17 (D)
- 1909–1910: Klubhaus und Rennbahn des Bremer Reitklubs in der Vahr, Pförtnerhaus (nicht erhalten)[6][7][8][13][29][30]
- 1909–1910: Adler-Apotheke, Ecke Hutfilter- und Kaiserstraße (Am Brill, zerstört)[31]
- 1910: Renovierung der Sankt-Pauli-Kirche in der Bremer Neustadt (1944 zerstört)
- 1910 (um): Kolonie Hammerbeck des Spar- und Bauvereins Blumenthal in H.[32]
- 1910 (um): Arbeiterdoppelwohnhaus für die Silberfabrik Kallmeyer & Harjes, Gotha[32]
- 1910 (um): Kolonie des Nordenhamer Bauvereins[10][32]
- 1910 (um): Arbeiterkolonie des Gemeinnützigen Bauvereins in Brake i. O.[29]
- 1910: Stallgebäude des Herrn Ed. Focke jr. in Lesum (verm. Gut Hohekamp, Burger Heerstraße 20/22, erhalten?)[6][8]
- 1910: Stallgebäude des Herrn Nolte in Horn (Adresse?, erhalten?)[6][30]
- 1910–1911: Haus Dr. Spieß in Schwachhausen, Franziusstraße 44 (D)[8][23][33]
- 1911: Umbau des Geschäftshauses der C.H. Haake A.-G.; Martinistraße 5–6[34]
- 1911: Wohnhaus Schwachhauser Heerstraße 78 (heute Das Bremer Medienhaus)[13]
- 1911: Villa Bünemann in Schwachhausen, Bürgermeister-Spitta-Allee 18 (D)[13][35][36]
- 1911–1912: Geschäftshaus Stallmann und Harder, Am Wall 179–180/Ostertorswallstraße 49[37]
- 1912: Wohnhaus Benquestraße 39
- 1912–1913: Theater am Goetheplatz, ehem. Bremer Schauspielhaus (D)[13][38][39][40][41]
- 1912–1913: Carl-Schütte-Brücke, im Bürgerpark[42][43]
- 1912–1913: Lambert-Leisewitz-Brücke[42]
- 1913: Vietorschule der Privaten Höheren Mädchenschule (Lyzeum Anne Vietor) in Bremen, Carl-Schurz-Straße (ehemals Bürgermeister-Smidt-Straße) 25 (D)[13][17][44][45]
- 1913–1915: Wettbewerbsbeteiligung Kaiser-Brücke[46]
- 1914: Bremen-Oldenburger Haus auf der Kölner Werkbundausstellung[47][48]
- 1914: Bremer Zufluchtsstätte für Frauen und Mädchen, heute Isenbergheim der Inneren Mission, Kornstraße 209/211[13]
- 1914–1915: Villa Koenenkamp in Horn-Lehe, Marcusallee 28 (D)
- 1915: Haus Biedermann, Marcusallee 3[13][23]

### Nach dem Ersten Weltkrieg

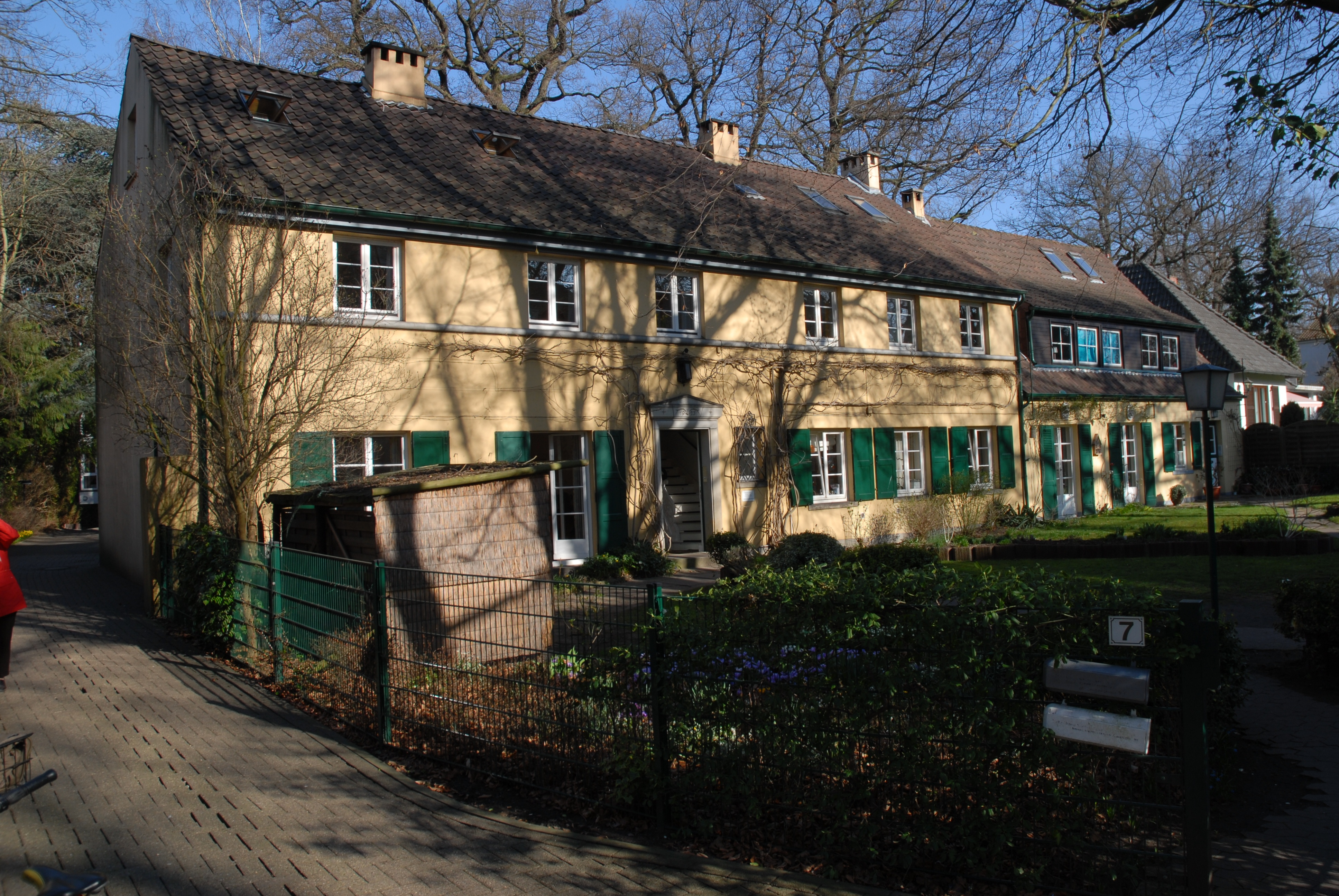
Schubertstraße 7; hier befand sich seit 1922 das Atelier des Architekten Otto Blendermann

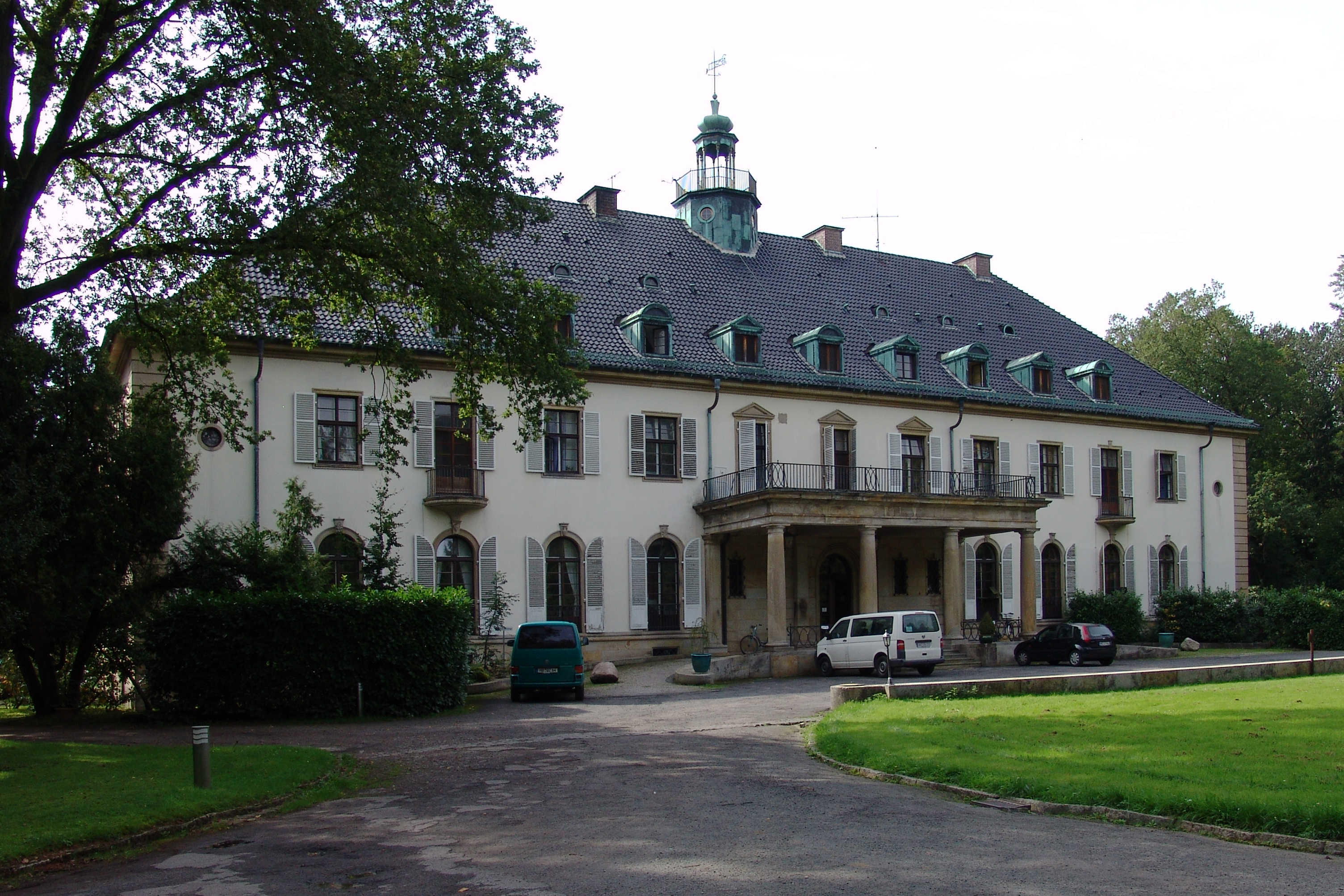
Herrenhaus Hohehorst für Carl Lahusen

- 1921: Umbau des Isenberg-Kinderheims (Bremer Zufluchtsstätte für Frauen und Mädchen), heute Isenbergheim der Inneren Mission, Kornstraße 209/211 (gartenseitiger Anbau)
- 1922: Wohnhaus und Atelier Blendermann, Schubertstraße 7[49][50]

Umbau einer Kegelbahn zu einem Wohnhaus mit Atelier
- 1921–1924: Umbau der Bremer Baumwollbörse[51]

Bildhauerschmuck vom Münchener Bildhauer Friedrich Lommel, Mitglied des Künstlerbunds Die Welle
- 1924: Kriegergedächtnisstätte in der Liebfrauenkirche Bremen (ehem. Garnisonskirche), Bildhauerarbeiten von Friedrich Lommel
- 1925: Arbeitersiedlung der Firma Kümpers in Rheine
- 1927 (vor): Umbau eines Bauernhauses zu drei Einfamilienhäusern in Bremen (Adresse? erhalten?)[52]
- 1927 (vor): Wohnhaus des Kaufmanns Alfred (Bernhard Johannes) Bertelsmann, Deliusweg 28 in Bremen-Horn[53]
- 1927 (vor): Haus Schilling (Hollerallee, abgebrochen)[54][55][56]
- 1927: Haus Dreier, Georg-Gröning-Straße 25
- 1927: Friedhofskapelle, städtischer Friedhof Neu-Aumund Friedhofskapelle Neu-Aumund Bremen-Nord

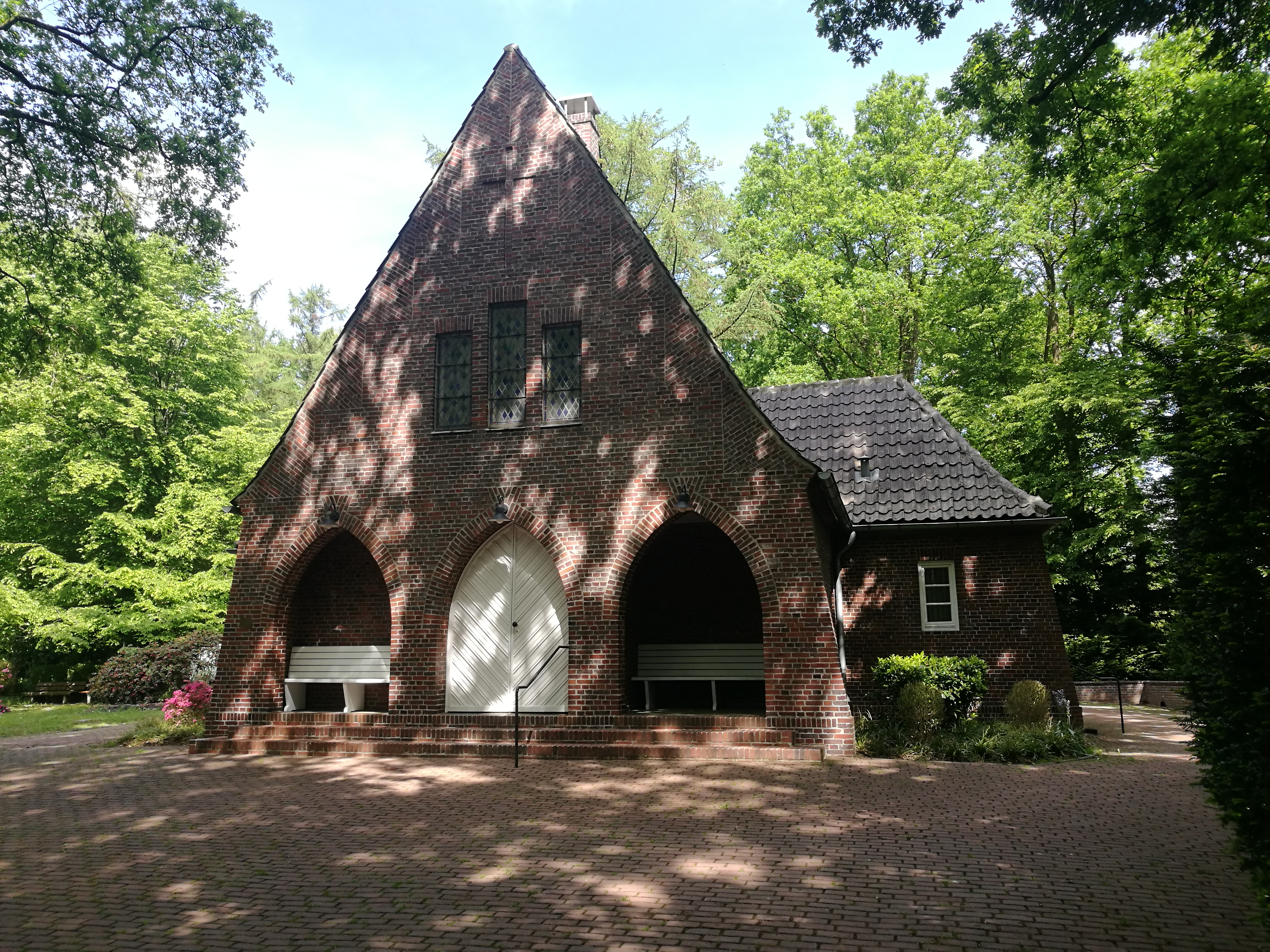
Friedhofskapelle Neu-Aumund Bremen-Nord

- 1928–1929: Villa Otto Freise, Generaldirektor der Norddeutschen Steingutfabrik AG, Parkallee 97 (erhalten)
- 1928–1929: Herrenhaus Hohehorst für Carl Lahusen in Hohehorst (heute Schwanewede-Löhnhorst)[57]
- 1929: Haus Dr. Perlia, Wohn- und Praxisgebäude für den Gynäkologen Dr. Franz Perlia in der Humboldtstraße 7 (D)
- vor 1930: Verwaltungsgebäude der Firma Kümpers in Rheine
- 1930: Wohnhaus Schwachhauser Heerstraße 60a[58]
- 1930: Wasserturm Kirchhammelwarden für das Wasserwerk Elsfleth-Brake, Stedinger Landstraße 23
- vor 1931: Kriegerdenkmal 1914–1918 des Infanterie-Regiments Graf Dönhoff (7. Ostpreußisches) Nr. 44 in Goldap (Provinz Ostpreußen)
- 1931–1932: „Reichskolonialdenkmal“ in Bremen auf der Bürgerweide (1989 zum Antikolonialdenkmal umgewidmet)

Das als Ehrenmal für die im Ersten Weltkrieg gefallenen Kolonialkrieger gedachte Denkmal hat die Gestalt eines aus Ziegeln aufgemauerten Elefanten, an der Rückseite wurden zwei Plaketten mit Reliefporträts von Adolf Lüderitz und General Paul von Lettow-Vorbeck angebracht. Entwurfsurheber war der Berliner Bildhauer Fritz Behn, Blendermann war mit der konstruktiven Umsetzung von Behns Entwurfsidee betraut. Erst in den 1980er Jahren rückte ins öffentliche Bewusstsein, dass die Geschichte der deutschen Kolonien stark von Rassismus und Menschenrechtsverletzungen geprägt war. In der Folge wurde das Denkmal zu einem Mahnmal umgewidmet, so wie auch zahlreiche nach Protagonisten wie Lüderitz benannte Straßen in ganz Deutschland umbenannt wurden.
- 1932: Reihenhäuser Georg-Gröning-Straße 4/10
- 1934: Wohnhaus Holbeinstraße 4
- 1935–1936: Mehrfamilienhäuser Hans-Thoma-Straße 35/Wachmannstraße 90/Arnold-Böcklin-Straße 20
- 1936: Erweiterungsbau (später genannt Sonnenhaus) für das Isenberg-Kinderheim. Kornstraße 209/211.
- 1937: Wohnhaus Wachmannstraße 113
- 1939 (vor): Landhaus bei Bremen (Adresse?, erhalten?)[59]